# Europejska Nagroda Muzyczna MTV dla najwierniejszych fanów
Europejska Nagroda Muzyczna MTV dla najwierniejszych fanów – nagroda przyznawana przez redakcję MTV Europe podczas MTV Europe Music Awards. Nagrodę tę przyznano po raz pierwszy w 2011 roku. O zwycięstwie decydują widzowie za pomocą głosowania internetowego.

MTV Europe Music Awards 2011
- Lady Gaga – Little Monsters
  - 30 Seconds to Mars – Echelon
  - Justin Bieber – Beliebers
  - Selena Gomez – Selenators
  - Paramore – Paraholic

MTV Europe Music Awards 2012
- One Direction – Directioners
  - Lady Gaga – Little Monsters
  - Justin Bieber – Beliebers
  - Katy Perry – KatyCat
  - Rihanna – Rihannanavy

MTV Europe Music Awards 2013
- Tokio Hotel – Aliens
  - Lady Gaga – LittleMonsters
  - Justin Bieber – Beliebers
  - One Direction – Directioners
  - 30 Seconds to Mars – Echelon

MTV Europe Music Awards 2014
- One Direction – Directioners
  - Nicki Minaj – Barbz
  - Justin Bieber – Beliebers
  - 5 Seconds of Summer – 5SOSFam
  - Ariana Grande – Arianators

MTV Europe Music Awards 2015
- Justin Bieber – Beliebers
  - 5 Seconds of Summer – 5SOSFam
  - One Direction – Directioners
  - Katy Perry – KatyCats
  - Taylor Swift – Swifties

MTV Europe Music Awards 2016
- Justin Bieber – Beliebers
  - Ariana Grande – Arianators
  - Beyoncé – BeyHive
  - Lady Gaga – Little Monsters
  - Shawn Mendes – Mendes Army

MTV Europe Music Awards 2017
- Shawn Mendes – Mendes Army
  - Taylor Swift – Swifties
  - Ariana Grande – Arianators
  - Katy Perry – KatyCats
  - Justin Bieber – Beliebers

MTV Europe Music Awards 2018
- BTS – ARMY
  - Camila Cabello – Camilizers
  - Selena Gomez – Selenators
  - Shawn Mendes – Mendes Army
  - Taylor Swift – Swifties